# دهستان ونک
دهستان ونک نام دهستانی در بخش مرکزی شهرستان سمیرم، استان اصفهان در ایران است. براساس سرشماری مرکز آمار ایران در سال ۱۳۸۵، جمعیت آن ۵۵۸ نفر (۱۲۰ خانوار) بوده‌است.